# Splay-дерево
Расширяющееся (англ. splay tree) или косое дерево является двоичным деревом поиска, в котором поддерживается свойство сбалансированности. Это дерево принадлежит классу «саморегулирующихся деревьев», которые поддерживают необходимый баланс ветвления дерева, чтобы обеспечить выполнение операций поиска, добавления и удаления за логарифмическое время от числа хранимых элементов. Это реализуется без использования каких-либо дополнительных полей в узлах дерева (как, например, в Красно-чёрных деревьях или АВЛ-деревьях, где в вершинах хранится, соответственно, цвет вершины и глубина поддерева). Вместо этого «расширяющие операции» (splay operation), частью которых являются вращения, выполняются при каждом обращении к дереву.
Учётная стоимость в расчёте на одну операцию с деревом составляет {\displaystyle O(\log n)}.
Расширяющееся дерево придумали Роберт Тарьян и Даниель Слейтор в 1983 году.

## Операции

### Splay (расширение)
Основная операция дерева. Заключается в перемещении вершины в корень при помощи последовательного выполнения трёх операций: Zig, Zig-Zig и Zig-Zag. Обозначим вершину, которую хотим переместить в корень за x, её родителя — p, а родителя p (если существует) — g.
Zig: выполняется, когда p является корнем. Дерево поворачивается по ребру между x и p. Существует лишь для разбора крайнего случая и выполняется только один раз в конце, когда изначальная глубина x была нечётна.
Zig-Zig: выполняется, когда и x, и p являются левыми (или правыми) сыновьями. Дерево поворачивается по ребру между g и p, а потом — по ребру между p и x.
Zig-Zag: выполняется, когда x является правым сыном, а p — левым (или наоборот). Дерево поворачивается по ребру между p и x, а затем — по ребру между x и g.

### Search (поиск элемента)
Поиск выполняется как в обычном двоичном дереве поиска. При нахождении элемента запускаем Splay для него.

### Insert (добавление элемента)
Запускаем Split() от добавляемого элемента (см Split(), напоминание: в нём используется ближайший больший либо равный элемент существующего дерева) и подвешиваем получившиеся деревья за элемент к добавлению.

### Delete (удаление элемента)
Находим элемент в дереве, делаем Splay для него, делаем текущим деревом Merge его детей.

### Merge (объединение двух деревьев)
Для слияния деревьев T1 и T2, в которых все ключи T1 меньше ключей в T2, делаем Splay для максимального элемента T1, тогда у корня T1 не будет правого ребенка. После этого делаем T2 правым ребенком T1.

### Split (разделение дерева на две части)
Для разделения дерева по значению x найдем наименьший элемент, больший или равный x, и сделаем для него Splay. После этого отсоединяем от корня левого ребёнка и возвращаем 2 получившихся дерева.

## Реализация
Одной из реализаций расширяющегося дерева может послужить реализация, использующая 3 указателя в каждой вершине: указатель на правого и левого сыновей, а также на родителя. Это позволяет избежать рекурсивной реализации, что, в свою очередь, повлечет экономию памяти. Минусом в данном случае выступает большее количество присваиваний для обновления указателей, что может сказаться на конечной производительности.

Ниже представлена реализация расширяющегося дерева, использующая по 3 указателя в каждом узле. Также, в данной реализации операция Splay используется во всех основных операциях, выполняемых над деревом — при вставке, удалении и поиске для достижения лучшей сбалансированности дерева.
```
#ifndef SPLAYTREE_H

#define SPLAYTREE_H

template
<
typename
 
T
>
 
class
 
SplayTree
 
{

private
:

    
struct
 
SplayNode
 
{

        
Node
 
*
 
leftChild
;

        
Node
 
*
 
rightChild

        
Node
 
*
 
parent
;

        
T
 
data
;

        
Node
 
(
const
 
T
 
&
 
key
 
=
 
T
())
 

        
:
 
leftChild
(
nullptr
),
 
rightChild
(
nullptr
),
 
parent
(
nullptr
),
 
key
(
key
)
 
{}

        
~
Node
 
()
 
{

                
delete
 
leftChild
;

                
delete
 
rightChild
;

        
}

    
}
 
*
 
root
;

private
:

    
SplayNode
 
*
 
_Successor
(
SplayNode
 
*
 
localRoot
)
 
const
 
{

        
SplayNode
 
*
 
successor
 
=
 
localRoot
;

        
if
 
(
successor
->
rightChild
 
!=
 
nullptr
)
 
{

            
successor
 
=
 
_Minimum
(
successor
->
rightChild
);

        
}
 
else
 
{

            
while
 
(
successor
 
!=
 
root

                    
||
 
successor
 
!=
 
successor
->
parent
->
leftChild
)
 
{

                
successor
 
=
 
successor
->
parent
;

            
}

        
}

        
return
 
successor
;

    
}

    
SplayNode
 
*
 
_Predecessor
(
SplayNode
 
*
 
localRoot
)
 
const
 
{

        
SplayNode
 
*
 
predecessor
 
=
 
localRoot
;

        
if
 
(
predecessor
->
leftChild
 
!=
 
nullptr
)
 
{

            
predecessor
 
=
 
_Maximum
(
predecessor
->
leftChild
);

        
}
 
else
 
{

            
while
 
(
predecessor
 
!=
 
root

                   
||
 
predecessor
 
!=
 
predecessor
->
parent
->
rightChild
)
 
{

                
predecessor
 
=
 
predecessor
->
parent
;

            
}

        
}

        
return
 
predecessor
;

    
}

    
SplayNode
 
*
 
_Minimum
(
SplayNode
 
*
 
localRoot
)
 
const
 
{

        
SplayNode
 
*
 
minimum
 
=
 
localRoot
;

        
while
 
(
minimum
->
leftChild
 
!=
 
nullptr
)
 

            
minimum
 
=
 
minimum
->
leftChild
;

        

        
return
 
minimum
;

    
}

    
SplayNode
 
*
 
_Maximum
(
SplayNode
 
*
 
localRoot
)
 
const
 
{

        
SplayNode
 
*
 
maximum
 
=
 
localRoot
;

        
while
 
(
maximum
->
rightChild
 
!=
 
nullptr
)
 

            
maximum
 
=
 
maximum
->
rightChild
;

        
return
 
maximum
;

    
}

    
SplayNode
 
*
 
_Search
(
const
 
T
 
&
 
key
)
 
{

        
SplayNode
 
*
 
searchedElement
 
=
 
root
;

        
while
 
(
searchedElement
 
!=
 
nullptr
)
 
{

            
if
 
(
searchedElement
->
data
 
<
 
key
)
 

                
searchedElement
 
=
 
searchedElement
->
rightChild
;

            
else
 
if
 
(
key
 
<
 
searchedElement
->
data
)
 

                
searchedElement
 
=
 
searchedElement
->
leftChild
;

            
else
 
if
 
(
searchedElement
->
data
 
==
 
key
)
 
{

                
_Splay
(
searchedElement
);

                
return
 
searchedElement
;

            
}

        
}

        
return
 
nullptr
;

    
}

    
void
 
_LeftRotate
(
SplayNode
 
*
 
localRoot
)
 
{

        
SplayNode
 
*
 
rightChild
 
=
 
localRoot
->
rightChild
;

        
localRoot
->
rightChild
 
=
 
rightChild
->
leftChild
;

        
if
 
(
rightChild
->
leftChild
 
!=
 
nullptr
)
 

            
rightChild
->
leftChild
->
parent
 
=
 
localRoot
;

        
_Transplant
(
localRoot
,
 
rightChild
);

        
rightChild
->
leftChild
 
=
 
localRoot
;

        
rightChild
->
leftChild
->
parent
 
=
 
rightChild
;

    
}

    
void
 
_RightRotate
(
SplayNode
 
*
 
localRoot
)
 
{

        
SplayNode
 
*
 
leftChild
 
=
 
localRoot
->
leftChild
;

        
localRoot
->
leftChild
 
=
 
leftChild
->
rightChild
;

        
if
 
(
leftChild
->
rightChild
 
!=
 
nullptr
)
 

            
leftChild
->
rightChild
->
parent
 
=
 
localRoot
;

        
_Transplant
(
localRoot
,
 
leftChild
);

        
leftChild
->
rightChild
 
=
 
localRoot
;

        
leftChild
->
rightChild
->
parent
 
=
 
leftChild
;

    
}

    
void
 
_Transplant
(
SplayNode
 
*
 
localParent
,
 
SplayNode
 
*
 
localChild
)
 
{

        
if
 
(
localParent
->
parent
 
==
 
nullptr
)
 

            
root
 
=
 
localChild
;

        
else
 
if
 
(
localParent
 
==
 
localParent
->
parent
->
leftChild
)
 

            
localParent
->
parent
->
leftChild
 
=
 
localChild
;

        
else
 
if
 
(
localParent
 
==
 
localParent
->
parent
->
rightChild
)
 

            
localParent
->
parent
->
rightChild
 
=
 
localChild
;

        
if
 
(
localChild
 
!=
 
nullptr
)

            
localChild
->
parent
 
=
 
localParent
->
parent
;

    
}

    
void
 
_Splay
(
SplayNode
 
*
 
pivotElement
)
 
{

        
while
 
(
pivotElement
 
!=
 
root
)
 
{

            
if
 
(
pivotElement
->
parent
 
==
 
root
)
 
{

                
if
 
(
pivotElement
 
==
 
pivotElement
->
parent
->
leftChild
)
 
{

                    
_RightRotate
(
pivotElement
->
parent
);

                
}
 
else
 
if
 
(
pivotElement
 
==
 
pivotElement
->
parent
->
rightChild
)
 
{

                    
_LeftRotate
(
pivotElement
->
parent
);

                
}

            
}
 
else
 
{

                
// Zig-Zig step.

                
if
 
(
pivotElement
 
==
 
pivotElement
->
parent
->
leftChild
 
&&

                    
pivotElement
->
parent
 
==
 
pivotElement
->
parent
->
parent
->
leftChild
)
 
{

                    
_RightRotate
(
pivotElement
->
parent
->
parent
);

                    
_RightRotate
(
pivotElement
->
parent
);

                
}
 
else
 
if
 
(
pivotElement
 
==
 
pivotElement
->
parent
->
rightChild
 
&&

                           
pivotElement
->
parent
 
==
 
pivotElement
->
parent
->
parent
->
rightChild
)
 
{

                    
_LeftRotate
(
pivotElement
->
parent
->
parent
);

                    
_LeftRotate
(
pivotElement
->
parent
);

                
}

                
// Zig-Zag step.

                
else
 
if
 
(
pivotElement
 
==
 
pivotElement
->
parent
->
rightChild
 
&&

                    
pivotElement
->
parent
 
==
 
pivotElement
->
parent
->
parent
->
leftChild
)
 
{

                    
_LeftRotate
(
pivotElement
->
parent
);

                    
_RightRotate
(
pivotElement
->
parent
);

                
}
 
else
 
if
 
(
pivotElement
 
==
 
pivotElement
->
parent
->
leftChild
 
&&

                           
pivotElement
->
parent
 
==
 
pivotElement
->
parent
->
parent
->
rightChild
)
 
{

                    
_RightRotate
(
pivotElement
->
parent
);

                    
_LeftRotate
(
pivotElement
->
parent
);

                
}

            
}

        
}

    
}

    

public
:

    
SplayTree
()
 
{
 
root
 
=
 
nullptr
;
 
}

    
virtual
 
~
SplayTree
()
 
{
 
delete
 
root
;
 
}

    
void
 
Insert
(
const
 
T
 
&
 
key
)
 
{

        
SplayNode
 
*
 
preInsertPlace
 
=
 
nullptr
;

        
SplayNode
 
*
 
insertPlace
 
=
 
root
;

        
while
 
(
insertPlace
 
!=
 
nullptr
)
 
{

            
preInsertPlace
 
=
 
insertPlace
;

            
if
 
(
insertPlace
->
data
()
 
<
 
key
)
 

                
insertPlace
 
=
 
insertPlace
->
rightChild
;

            
else
 
if
 
(
key
 
<=
 
insertPlace
->
data
)
 

                
insertPlace
 
=
 
insertPlace
->
leftChild
;

        
}

        
SplayNode
 
*
 
insertElement
 
=
 
new
 
SplayNode
(
key
);

        
insertElement
->
parent
 
=
 
preInsertPlace
;

        
if
 
(
preInsertPlace
 
==
 
nullptr
)
 

            
root
 
=
 
insertElement
;

        
else
 
if
 
(
preInsertPlace
->
data
 
<
 
insertElement
->
data
)
 

            
preInsertPlace
->
rightChild
 
=
 
insertElement
;

        
else
 
if
 
(
insertElement
->
data
 
<=
 
preInsertPlace
->
data
)
 

            
preInsertPlace
->
leftChild
 
=
 
insertElement
;

        
_Splay
(
insertElement
);

    
}

    
void
 
Remove
(
const
 
T
 
&
 
key
)
 
{

        
SplayNode
 
*
 
removeElement
 
=
 
_Search
(
key
);

        
if
 
(
removeElement
 
!=
 
nullptr
)
 
{

            
if
 
(
removeElement
->
rightChild
 
==
 
nullptr
)
 

                
_Transplant
(
removeElement
,
 
removeElement
->
leftChild
);

            
else
 
if
 
(
removeElement
->
leftChild
 
==
 
nullptr
)
 

                
_Transplant
(
removeElement
,
 
removeElement
->
rightChild
);

            
else
 
{

                
SplayNode
 
*
 
newLocalRoot
 
=
 
_Minimum
(
removeElement
->
rightChild
);

                
if
 
(
newLocalRoot
->
parent
 
!=
 
removeElement
)
 
{

                    
_Transplant
(
newLocalRoot
,
 
newLocalRoot
->
rightChild
);

                    
newLocalRoot
->
rightChild
 
=
 
removeElement
->
rightChild
;

                    
newLocalRoot
->
rightChild
->
parent
 
=
 
newLocalRoot
;

                
}

                
_Transplant
(
removeElement
,
 
newLocalRoot
);

                
newLocalRoot
->
leftChild
 
=
 
removeElement
->
leftChild
;

                
newLocalRoot
->
leftChild
->
parent
 
=
 
newLocalRoot
;

                
_Splay
(
newLocalRoot
);

            
}

            
delete
 
removeElement
;

        
}

    
}

    
bool
 
Search
(
const
 
T
 
&
key
)
 
{
 
return
 
_Search
(
key
)
 
!=
 
nullptr
;
 
}

    
bool
 
isEmpty
()
 
const
 
{
 
return
 
root
 
==
 
nullptr
;
 
}

    
T
 
Successor
(
const
 
T
 
&
 
key
)
 
{

        
if
 
(
_Successor
(
_Search
(
key
))
 
!=
 
nullptr
)
 
{

            
return
 
_Successor
(
_Search
(
key
))
->
getValue
();

        
}
 
else
 
{

            
return
 
-1
;

        
}

    
}

    
T
 
Predecessor
(
const
 
T
 
&
 
key
)
 
{

        
if
 
(
_Predecessor
(
_Search
(
key
))
 
!=
 
nullptr
)
 
{

            
return
 
_Predecessor
(
_Search
(
key
))
->
getValue
();

        
}
 
else
 
{

            
return
 
-1
;

        
}

    
}

};

#endif 
//SPLAYTREE_H

```

## Примечание
Расширяющееся дерево предоставляет самоизменяющуюся структуру — структуру, характеризующуюся тенденцией хранить узлы, к которым часто происходит обращение, вблизи верхушки дерева, в то время как узлы, к которым обращение происходит редко, перемещаются ближе к листьям. Таким образом время обращения к часто посещаемым узлам будет меньше, а время обращения к редко посещаемым узлам — больше среднего.
Расширяющееся дерево не обладает никакими явными функциями балансировки, но процесс скоса узлов к корню способствует поддержанию дерева в сбалансированном виде.